# Burgh and Tuttington
Burgh and Tuttington – gmina (civil parish) w Anglii, w hrabstwie Norfolk, w dystrykcie Broadland. Leży 18 km na północ od Norwich i 173 km na północny wschód od Londynu.
Miejscowość liczy 322 mieszkańców.